# Émile Lassalle
Pour les articles homonymes, voir Lassalle.
Louis-Émile Lassalle, né le 6 novembre 1811 à Bordeaux et mort le 2 février 1871 à Paris 9e, est un peintre et lithographe français.

## Biographie
Louis-Émile est le fils de Pierre Lassalle et de Jeanne Beaugrand, l’époux de Marie-Louise Lamarque, (1811-1874).
Élève de Pierre Lacour, Émile Lassalle expose fréquemment au Salon, entre 1834 à 1869, des lithographies de reproductions de scènes de genres, de portraits et de tableaux de maîtres.
En 1845, il réalise des lithographies d'après des dessins d'Ernest Goupil en vue de la publication du Voyage au pole sud et dans l'Océanie sur les corvettes l'Astrobale et la Zélée, exécuté par ordre du roi pendant les années 1837-1838-1839-1840 de Jules Dumont d'Urville.
Il obtient une médaille de troisième classe en 1847 puis une médaille de première classe en 1848, suivies de rappels en 1857, 1859 et 1861. En 1851, il est quelque temps éditeur au 38 rue de la Tour d’Auvergne à Paris.
Il est fait chevalier de la Légion d'honneur en 1861. Il a été inhumé au cimetière Montmartre.

## Œuvres
- Médée furieuse, lithographie, 1856, 66 x 55 cm, Paris, musée national Eugène Delacroix [6]
- La Source, lithographie, 1856, Musée des Beaux-Arts de Bernay

## Élèves
- Alfred Lemercier
- Achille Sirouy